# 足太阴脾经
足太陰脾經（Spleen Meridian of Foot-Taiyin，SP）是一條經脈，十二正经之一，与足陽明胃經相表里。本經起於隱白，止於大包，左右各21個腧穴。

## 经脉循行
起于足大趾末端（隐白），沿着大趾内侧赤白肉际，过大趾本节后半圆骨，上行至内踝前，再上腿肚，沿胫骨后交出足厥阴经之前，经膝、股部内侧前缘入腹，属脾，络胃，过横膈上行，挟食管两旁，连系舌根，分散于舌下。
胃部的支脉：向上再通过横膈，流注于心中，与手少阴心经相接。

## 主治概要
本经主治胃脘痛、腹胀、呕吐嗳气、便溏、黄疸。身体沉重无力、舌根强痛、膝股部内侧肿胀、厥冷等病证。

## 腧穴
1. 隱白，井穴
2. 大都，滎穴
3. 太白，輸穴，原穴
4. 公孫，絡穴，八脈交會穴，通於衝脈
5. 商丘，經穴
6. 三陰交，肝脾腎三經交會穴
7. 漏谷
8. 地機，郄穴
9. 陰陵泉，合穴
10. 血海
11. 箕門
12. 衝門
13. 府舍
14. 腹結
15. 大橫
16. 腹哀
17. 食竇
18. 天谿
19. 胸鄉
20. 周榮
21. 大包